# Bissy-la-Mâconnaise
Bissy-la-Mâconnaise är en kommun i departementet Saône-et-Loire i regionen Bourgogne-Franche-Comté i östra Frankrike. Kommunen ligger i kantonen Lugny som tillhör arrondissementet Mâcon. År 2022 hade Bissy-la-Mâconnaise 203 invånare.

## Befolkningsutveckling
Antalet invånare i kommunen Bissy-la-Mâconnaise
| Referens: INSEE |